# ElgooG
elgooG est un site miroir du moteur de recherche Google. La page de recherche et les résultats sont affichés à l'envers, la première lettre de chaque ligne se trouvant à droite. Le site s'appelle "Le miroir de Google" pour parodier le terme miroir utilisé en informatique, qui se réfère d'habitude à une copie ou une sauvegarde d'un autre site. Le site a été créé par un groupe appelé All too Flat dont le site web contient plusieurs parodies et satires de pages web. Google n'a pas participé à la création de elgooG.
Une demande WHOIS montre que elgoog.com est maintenant sous la propriété de Google, mais il n'y a plus de contenu. 
Des sites miroirs sont toujours disponibles.
Le site miroir de Google a été ensuite fermé pour finalement rouvrir à son adresse initiale.